# Kheops Studio
Kheops Studio è stata un'azienda sviluppatrice di videogiochi creata nel settembre del 2003 da due ex-membri della Cryo Interactive, il direttore creativo Benoît Hozjan e il direttore tecnico Stéphane Petit. I suoi prodotti sono stati distribuiti generalmente dalla Microïds, che ha acquisito il marchio e la proprietà intellettuale come beni di insolvenza della Cryo Interactive nel 2002. Dopo il suo esordio con Egypt III - Il destino di Ramses del 2004, l'azienda ha sviluppato giochi di avventura per la piattaforma PC e ha pubblicato diversi giochi di successo, ed è nota per la creazione di giochi che sono stati descritti dallo sviluppatore come "intrattenimento culturale", ovvero giochi che sono per la maggior parte tratti da fonti storiche o letterarie per includere un misto di storia e finzione. A seguito di una bancarotta, la società si è sciolta nel gennaio 2012.

## Titoli sviluppati
- Egypt III - Il destino di Ramses (2004)
- Evany - La Chiave per Mondi Sconosciuti (2004) (Crystal Key II: The Far Realm)
- Il ritorno all'isola misteriosa (2005)
- Echo: Secrets of the Lost Cavern (2005)
- Viaggio al centro della Luna (2005)
- The Secrets of Da Vinci: Il manoscritto proibito (2006)
- Safecracker: The Ultimate Puzzle Adventure (2006)
- Destinazione: L'Isola del Tesoro (2006)
- Cleopatra: Il destino di una regina (2007)
- Nostradamus: L'Ultima Profezia (2007)
- Dracula 3: Il sentiero del drago (2008)
- Il ritorno all'isola misteriosa 2 - Il Destino di Mina (2009)
- The Fall Trilogy - Chapter 1: Separation (2009)
- The Fall Trilogy - Chapter 2: Reconstruction (2010)
- The Fall Trilogy - Chapter 3: Revelation (2011)